# Ballspiel

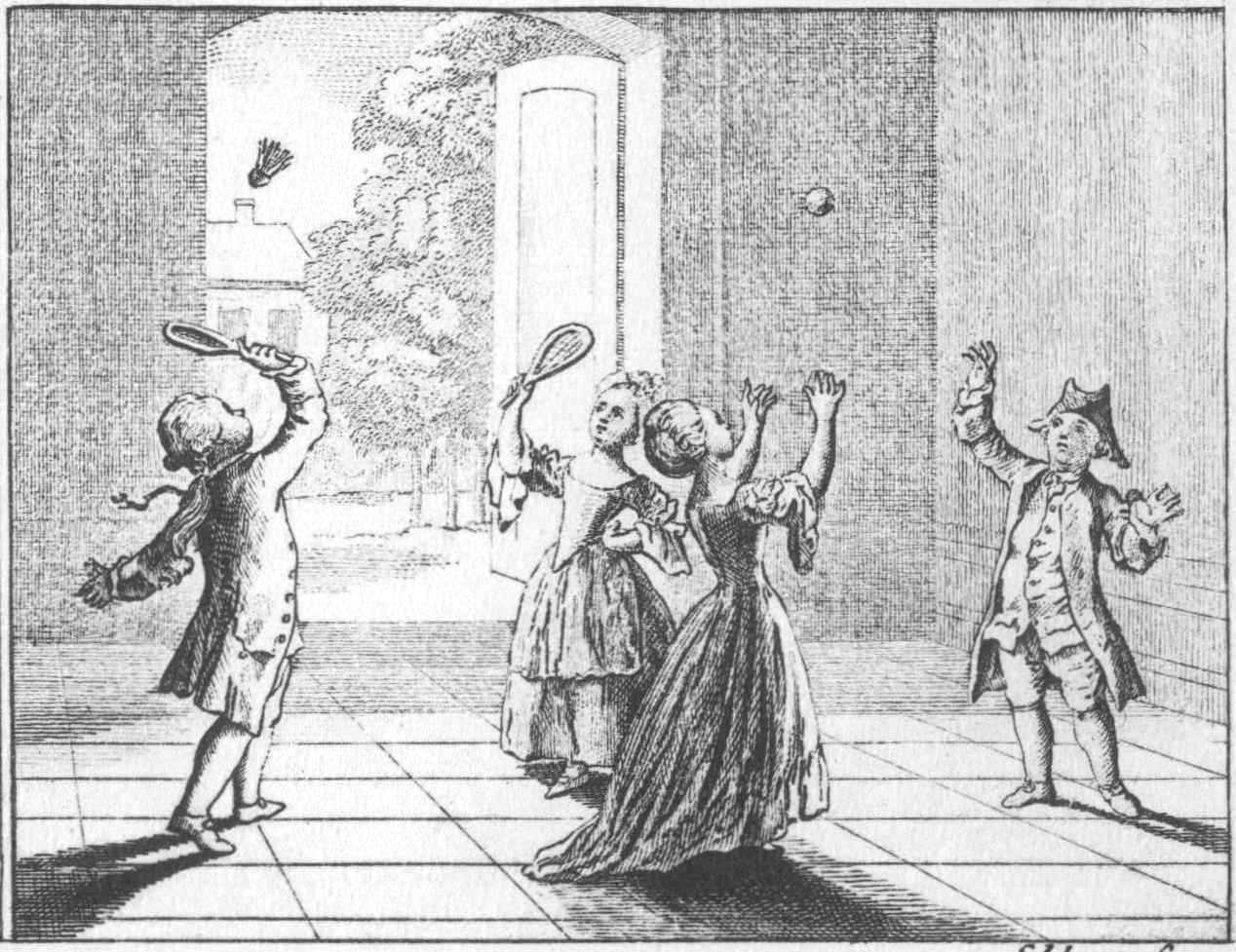
Ballspiel im Rokoko, Kupferstich von Daniel Chodowiecki, 1774

Als Ballspiel werden Spiele mit einem Ball bezeichnet. Gilt das Spiel als Sportart, spricht man auch von Ballsportart.
Ballspiele sind auf der ganzen Welt vor allem als Kinderspiele beliebt und bekannt, weil sie der Funktionslust, dem Bewegungsdrang und dem Gesellungsbedürfnis der Kinder entgegenkommen. Im Erziehungsbereich werden sie wegen ihrer Attraktivität gern der Schulung des Koordinationsvermögens, der körperlichen Geschicklichkeit, des Reaktionsvermögens und der Konditionssteigerung dienstbar gemacht. Jedoch spielen auch Erwachsene gerne Ball.
Für die meisten Ballspiele wird heute ein elastischer, mit Luft aufgepumpter PVC-Ball verwendet, der abwaschbar ist und sich gut werfen und fangen lässt. Doch grundsätzlich lassen sich alle Arten von Bällen für Ballspiele verwenden.

## Geschichte

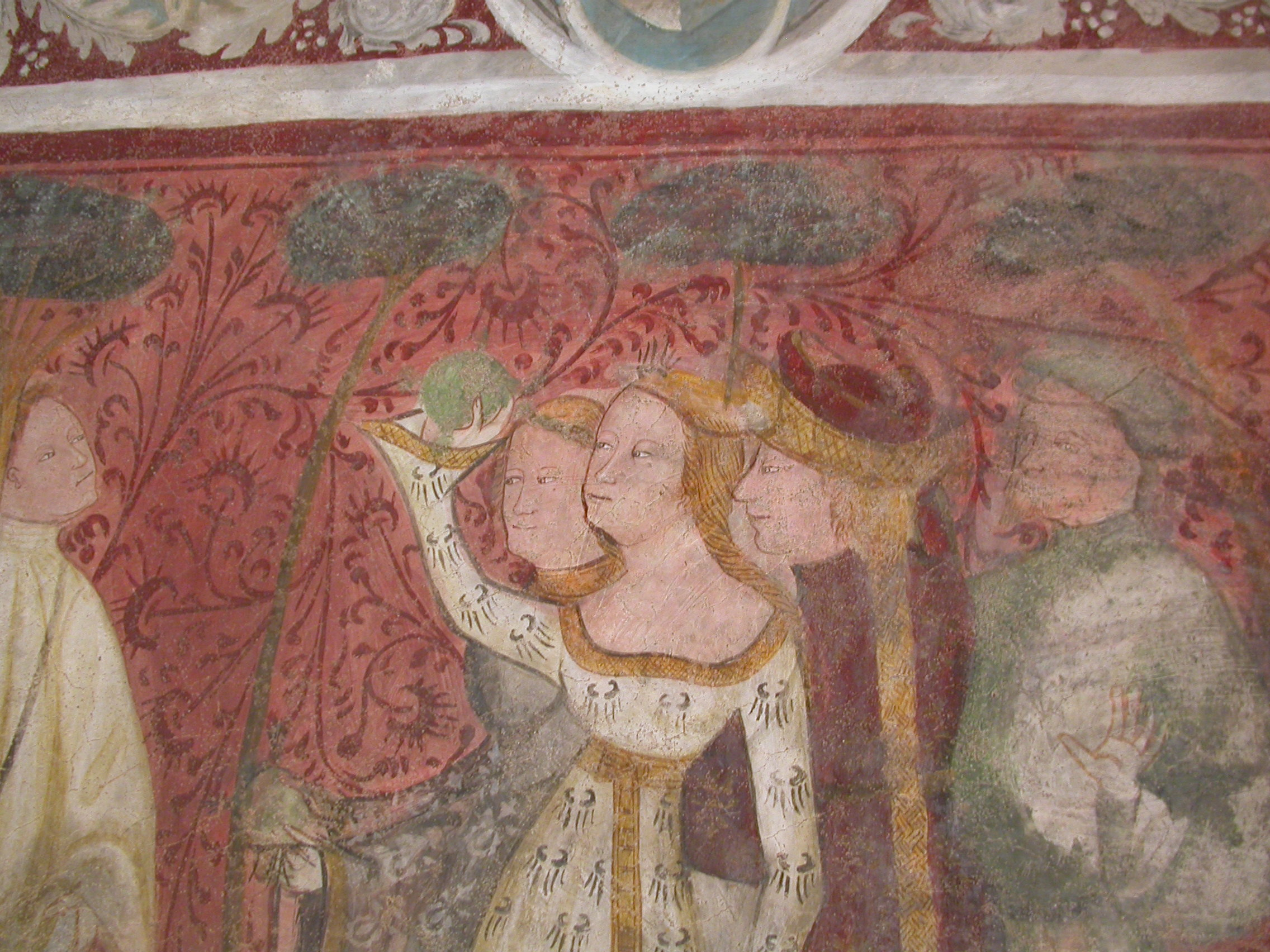
Ballspiel, Wandmalerei Schloss Runkelstein

Ballspiele waren bereits seit dem Altertum beliebt und in Europa weit verbreitet. Bereits Homer schildert in der Odyssee, wie Nausikaa, die Tochter des Phaiaken-Königs Alkinoos, und ihre Mägde Ball spielen und dabei den in einem Gebüsch schlafenden Odysseus wecken. Ballspiele wurden besonders von der Oberschicht, dem Adel und vom Bürgertum gespielt. Auf Schloss Runkelstein bei Bozen ist auf einem Wandgemälde aus der Zeit um 1395 ein dem Völkerball ähnliches Ballspiel dargestellt.
Eine kultische Bedeutung hatte das Mesoamerikanische Ballspiel der Azteken, das auch bei den Maya, Mixteken, Tolteken, Totonaken und Zapoteken in Mittelamerika betrieben wurde.

## Formen
Spieldidaktik und Spielmethodik unterscheiden zwischen den sogenannten „Kleinen Ballspielen“  und den „Großen Sportspielen“.

### Kleine Ballspiele
Die „Kleinen Ballspiele“ werden schon von Kleinkindern praktiziert: Einen Ball rollen, werfen, fangen gehört zu den ersten Kontaktaufnahmen mit dem Spielgerät. Mit zunehmender Geschicklichkeit folgt das Spiel mit Partnern. Tretze, Jonglieren, Footbag, Wandspiele stellen erhöhte Anforderungen. Parteienspiele wie Schlagball, Faustball oder Tischtennis begleiten das Spielen dann während der gesamten Schulzeit. Prellball, Fußballtennis, Spinnenfußball oder Ball-über-die-Schnur kommen dem Grundbedürfnis nach Bewegung und einfachen Spielen in Arbeitspausen, am Strand, in Urlaubsfreizeiten entgegen. Im Jugend- und Erwachsenentraining spielen die „Kleinen Ballspiele“ eine wichtige Rolle bei der Vorbereitung auf die „Großen Sportspiele“. Im Sportunterricht dienen sie als Aufwärmspiele zum Stundenbeginn oder als emotionaler Stundenausklang. Auf Spielfesten bilden sie das Zentrum des Vergnügens für alle Altersstufen.
Kleine Spiele werden schließlich auch gern als Fertigkeitstests verwendet. Obwohl Tests den sogenannten Gütekriterien entsprechen müssen, um haltbare Aussagen über den Leistungsstand machen zu können, es im Sportspiel aber gerade auf das Überraschende, Nicht-Standardisierte ankommt, die Spielsituation damit gerade nicht-reliabel ist, werden solche Tests (z. B. Dribbeln um Slalomstangen statt um Spieler) in der Sportpraxis regelmäßig verwendet, um eine Leistungsentwicklung zu objektivieren.

### Große Sportspiele
Zu den sogenannten „Großen Sportspielen“ zählen Spiel- und Sportwissenschaft Spielformen, die unter Maßgabe eines komplizierten Regelwerks ablaufen und hohe Ansprüche an das technische Können und die Kondition der Spielenden stellen, siehe Ballsport.